# Cadillac Optiq
La Cadillac Optiq est un SUV électrique du constructeur automobile américain Cadillac produit à partir de 2024 en Chine et aux États-Unis. Elle est le 3e véhicule électrique de la marque après la Lyriq et l'Escalade iQ.

## Présentation
La Cadillac Optic est annoncée en Chine le 19 juillet 2023 en Chine. Elle est présentée officiellement à Paris le 29 mai 2024 avant sa commercialisation aux États-Unis et en Europe. Elle est produite à partir de 2024 dans l'usine SAIC-GM de Wuhan, en Chine, par la coentreprise entre General Motors et Shanghai Automotive Industry Corporation (SAIC Motors).

## Caractéristiques techniques
L'Optiq 2024 repose sur la plateforme technique Ultium dédiée aux modèles électriques du groupe General Motors.
La planche de bord du SUV est dotée d'une dalle numérique incurvée de 33 pouces de diagonale, divisée en deux écrans pour le combiné d’instrumentation et l'infodivertissement.

### Batterie
Sa batterie lithium-ion d'une capacité de 85 kWh est fournie par la coentreprise chinoise entre SAIC et CATL.

## Finitions

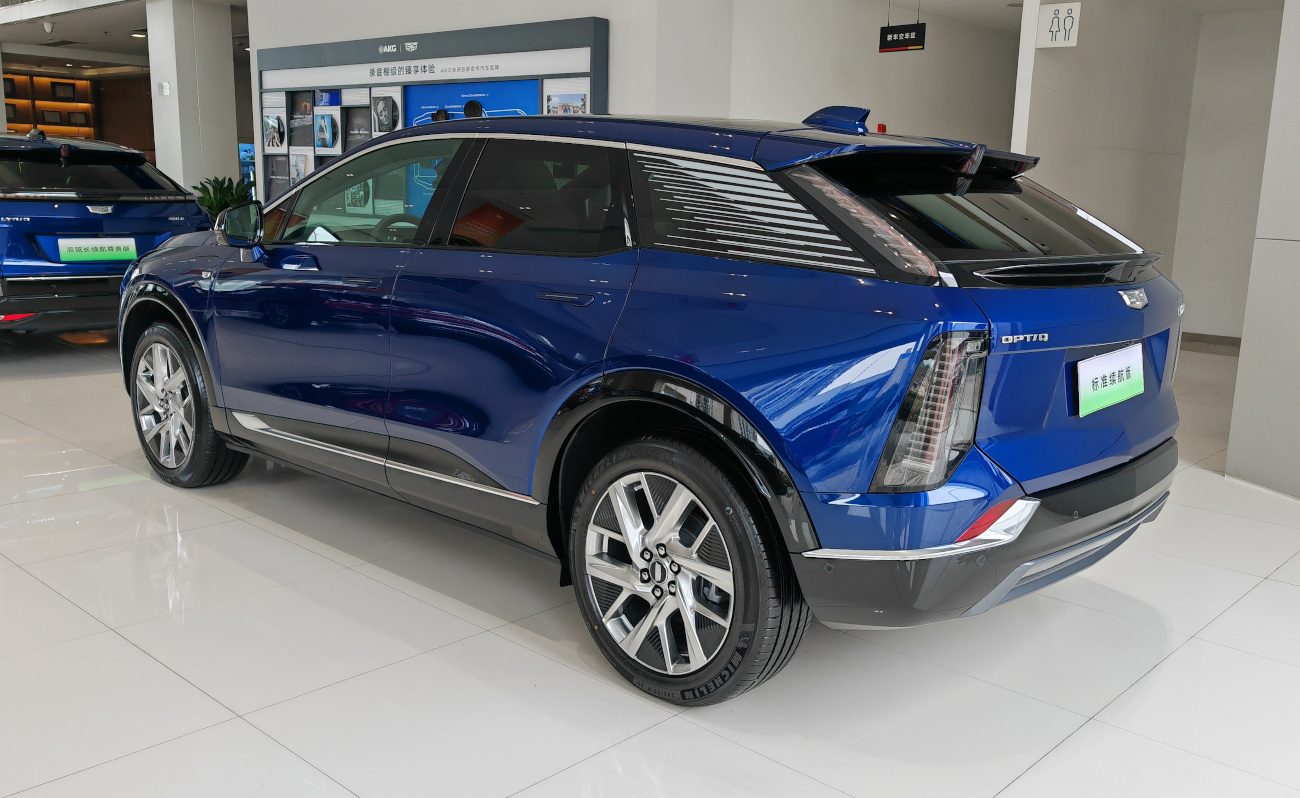
Vue arrière

- Luxe[6]
- Sport